# Ельфи (Середзем'я)
Ельфи (англ. Elves; самоназва Квенді, англ. Quendi — «ті, що говорять голосами, мовці») — в творах Джона Толкіна один із народів, що проживав в Середзем'ї, старші діти Ілуватара, створені ним в третій темі музики Айнур, названі ще Ельдар і Першородними.

## Походження образу
Початково ельфами називали чарівних істот в німецько-скандинавському і кельтському фольклорі. Саме слово «ельф», по суті, є узагальненням — до ельфів відносили лісових духів, фей, Фейрі, гномів і навіть тролів. У німецькій міфології походження ельфів тісно пов'язується з історією всієї світобудови і ці істоти поділяються на два типи: альви — білі, світлі, добрі ельфи, і двергі — похмурі, хитрі карлики, які більши відповідають сучасним уявленням про гномів. Англійці, на відміну від жителів Скандинавського півострова та Німеччини, не поділяли ельфів на «світлих» і «темних». Ельфи уявлялися англійцям скоріше в образі Фейрі — не злих, але і не добрих істот.
У деяких графствах Англії люди вірили в більш-менш добрих, хоча і бешкетливих ельфів. В інших же — в жорстоких, злих і потворних чоловічків, котрі так само називалися ельфами. Такі злі істоти за повір'ями заводили в пагорби наречених зразу після вінчання і забирали нехрещених дітей, заміняючи їх вередливими карликами.
Феї були прийняті як утопічна тема письменниками кінця 19 століття і використовувалися для критики суспільних і релігійних цінностей, традицій, які Толкін відстоював. Традиційні вікторіанські феї і ельфи з'являються в більшій частині ранньої поезії Толкіна, і вплинули на його більш пізні роботи, зокрема у зв'язку з впливом «Пітера Пена» Дж. М.Баррі і знайомством з роботами католицького поета-містика Френсіса Томпсона в 1914 році.

## Історія
Ельфи пробудилися на берегах озера Куівієнен. Першим, що побачили ельфи були зорі, тому Першородні завжди любили сяйво зір і шанували Варду більше ніж інших валарів. Себе ельфи називали квенді або ті, що говорять голосами, оскільки інших розумних істот вони тоді не бачили. Деякі з квендів були впіймані прислужниками Мелькора і перетворені ним на потворну расу орків. Спочатку боялися валарів, але потім частина ельфів прийняла їх пропозицію піти до Валінору, щоб не жити в темряві (на небі не було інших світил, окрім зірок) і рушила на Захід вслід за валою Ороме Мисливцем. Так розпочався Великий Похід на Захід, у ході якого ельфи розділилися на різні народи. Першим із них став поділ на ельдарів (Зоряний Народ — назва дана Ороме) і аварів.

### Народи ельфів

#### Авари
Авари (Несхітливі або Відступники) — це частина ельфів, що відмовилась іти на Захід, залишившись у Середзем'ї. Один з народів Моріквендів (Темних Ельфів), що ніколи не бачили Світла Дерев. У війнах проти Морґота авари участі не брали. Після Війни Гніву інші ельфійські народи, що залишились у Середзем'ї зустріли багатьох аварів. Їх нащадки жили, зокрема, серед ельфів Морок-Лісу та Лорієну (галадріми).

#### Ваньяри
Ваньяри (Ясні) — перше з ельдарських племен на чолі з Інґве. Найпершими вирушили на Захід і дісталися Аману. Разом з нольдорами та частиною телерів мали назву Калаквенди (Ельфи Світла або Високі Ельфи, що були в Амані). Ваньяри мали золотаве волосся. Спочатку як і нольдори тривалий час жили в місті Тіріон на пагорбі Туна, найвищою з споруд якого була Вежа Інґве — Міндон - Ельдалієва. Потім переселились у Валінор. Манве і Варда найбільше любили ваньярів.

#### Нольдори

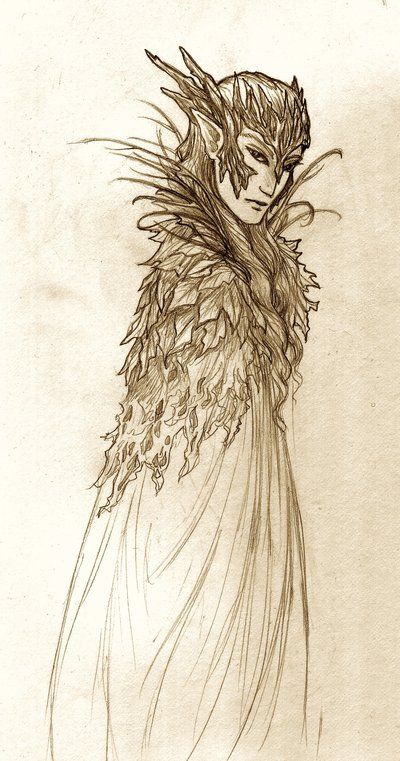
Ельфи за легендаріумом Джона Роналда Руела Толкіна

Нольдори (Потайні, Мудрі) — друге ельдарське плем'я. На чолі з Фінве вирушили на Захід і дісталися Аману. Разом з ваньярами і частиною телерів отримали назву Калаквенди (Ельфи Світла або Високі Ельфи). Частина їх оселились у Тіріоні. Ауле та його маяри найбільше любили нольдорів і навчили їх ковальському мистецтву. У горах нольдори знайшли самоцвіти і добували їх, також вони винайшли різноманітні знаряддя для тесання та обробки дорогоцінних каменів і вирізьблювали найкращі прикраси різної форми. Вони збагатили весь Валінор різноманітними прикрасами та коштовностями.
Королем нольдор був Фінве. Від його шлюбу з дружиною Міріель Сірінде народився син Куруфінве, більш відомий як Феанор. Після смерті Міріель Фінве одружився вдруге з Індіс з ваньярів і мав від неї синів Фінголфіна, Фінарфіна та дочку Іріме.
Феанор мав семеро синів Маедроса Високого, Маґлора Чудоспівця, Келеґорма Прекрасного, Карантіра Темного, Куруфіна Умілого, Амрода та Амраса. Куруфін мав сина Келебрімбора, що у Другу Епоху правив королівством Ереґіон і викував сам Три Ельфійські Персні, а в спілці з Сауроном Сім Гномівських і Дев'ять Людських.
Фінґолфін мав синів Фінґона — короля Півночі (Ґітлум), Турґона — короля Ґондоліну та дочку Арезель Білу. Сином Фінґона був Ерейніон Ґіл-ґалад.
Синами Фінарфіна були Фінрод Вірний (що згодом після заснування Нарґотронда отримав прізвисько Фелаґунд, Володар Печер), Ородрет, Анґрод і Аеґнор. Також Фінарфін мав дочку Ґаладріель, що вийшла заміж за Келеборна з Доріату і в середині Третьої Епохи стала володаркою Лотлорієну.
Наймайстернішим з нольдорів був Феанор, що створив чимало прекрасних творінь найкращими серед яких були Сильмарили, що увібрали в себе Світло Дерев Валар. Коли Мелькор вбив Фінве і викрав Сильмарили, Феанор та більшість нольдорів дали клятву ім'ям Еру Ілуватара здобути їх знову, накликавши на себе Пітьму якщо ця обітниця не буде виконана. Таким чином, вони повстали проти волі валарів і рушили до Альквалонде, де стали вимагати в телерів, щоб вони відвезли їх до Середзем'я, але ті відмовились, оскільки не хотіли виступати проти волі валарів. Наслідком цього стала різанина нольдорами телерів і захоплення кораблів. Тоді Суддя валарів Мандос виголосив Вирок, згідно якого Валінор був відмежований від нольдорів, а ті будуть змушені поневірятись і всі їх справи обернуться проти них. Наслідком цих подій стали війни з Морґотом, що раз по раз зруйнував всі королівства ельдарів Белеріанду. Після Війни Гніву більшість нольдорів повернулись на Захід і оселились на Тол - Ересеа, позаяк до Валінору повертатись їм було заборонено після повстання й братовбивства в Альквалонде. Інші залишились у Середзем'ї, оселившись у Ліндоні, Ереґіоні, Імладрисі та Лорієні.
Верховними Королями нольдорів були Фінве, Феанор, Фінґолфін, Фінґон, Турґон та Ґіл - Ґалад. Останній залишився в Середзем'ї по закінченні Першої Епохи, заснувавши королівство Ліндон. Разом з Еленділом уклав союз проти Саурона, що отримав назву Останнього. Загинув у 3441 р. Другої Епохи разом з Еленділом в поєдинку з Сауроном біля стін Барад — Дура. Після нього спадкоємцем мав стати Ельронд Напівельф, але він відмовився від титулу Верховного Короля.
Фінарфін з невеликою частиною нольдорів залишився в Тіріоні, але його діти вирушили в Середзем'я вслід за Феанором та його синами.

#### Телери
Телери (Останні, Задні) — найчисельніше з ельдарських племен. Самі себе вони називали ліндари — співці. Їх вождів звали Елве (Тінгол) та Олве. Під час Великого Походу телери розділились на декілька родів. Дійшовши до великої річки, згодом названої Андуїном і, побачивши за нею високий гірський хребет, зведений Мелькором (згодом вони стали називатись Гітаеґлір — Імлисті гори, що у той час були значно вищими) частина з них злякались і повернули на південь вздовж течії Андуїна.
Це були нандори або зелені ельфи, що стали окремим народом і оселялись у долинах річок та водоспадів. Їх вождем став ельф Ленве з народу Олве. Нащадками нандорів були більшість ельфів Морок - Лісу та Лорієну (галадріми), а також мешканці ельфійського поселення Еллелонд в гирлі річки Мортонд (згодом у складі королівства Ґондор). Вони жили там до 1981 року Третьої Епохи, коли останні з них відпливли до Аману.
Частина нандорів на чолі з Денетором, сином Ленве, прийшла в Белеріанд на початку Першої Епохи, коли на небі зійшли Сонце і Місяць. Вони оселились в Оссіріанді, отримавши назву лайквенди — зелені ельфи Оссіріанду. Після загибелі Денетора в першій битві за Белеріанд на вершині пагорба Амон - Ереб вони більше не мали ватажків.
Друга частина телерів залишилась у Белеріанді, отримавши назву синдарів або сірих ельфів, котрих також називали Ельфами Сутінків, заснувавши королівство Доріат, яким правив Елве або Елу Тінгол (Сірий Плащ). Самі себе вони називали езіл та езели. Також до синдарів належали народи краю Мітрім у Гітлумі та фалатріми, що оселились за порадою васала Володаря Морів Оссе у краї Фалас на березі Моря. Правителем ельфів Фаласу став Кірдан. Своїм верховним королем синдари вважали Тінгола. Разом з лайквендами ці народи називали уманьяри, що були не з Аману. Авари, нандори й синдари відносились до Моріквендів — Темних Ельфів. Проте самого Елу Тінгола відносили до Калаквендів — Ельфів Світла, оскільки він разом з Інгве, Фінве і Олве побував у Валінорі перед Великим Походом.
З ельфів Доріату походили чоловік Ґаладріель Келеборн та родини Амдіра, що у Другу Епоху став королем Лауреліндоренана (згодом Лорієн) та Орофера — короля ельфів Великого Зеленолісся (у Третю Епоху — Морок — Ліс).
Нащадки синдарів, нандорів та нольдорів складали населення королівств Ліндон, Ереґіон та Імладріс.
Третя частина телерів на чолі з Олве разом з ваньярами та нольдорами на острові Тол — Ересеа перенеслась у Аман. Одна їх частина залишилась на острові, заснувавши місто Авалонне (Гавань біля Валінору). Ці телери отримали назву фалмарі — морські ельфи і говорили відмінною від інших племен говіркою.
Інші оселились в Амані у краї Ельдамар (Ельфійський Дім), заснувавши місто Альквалонде (Лебедина Гавань), де оселився король Олве. Після викрадення Мелькором Сильмарилів нольдори на чолі з Феанором вимагали в телерів Альквалонде щоб ті переправили їх на своїх кораблях до Середзем'я. Однак, ті відмовились, оскільки не хотіли виступати проти волі валарів, які були проти виходу нольдорів. Це спричинило першу братовбивчу різанину, в ході якої нольдори захопили кораблі. Під час Війни Гніву телери привезли на кораблях валарів, маярів і ваньярів до Белеріанду, однак самі, пам'ятаючи різанину в Альквалонде, на берег не зрушили.

## Ельфи в Середзем'ї

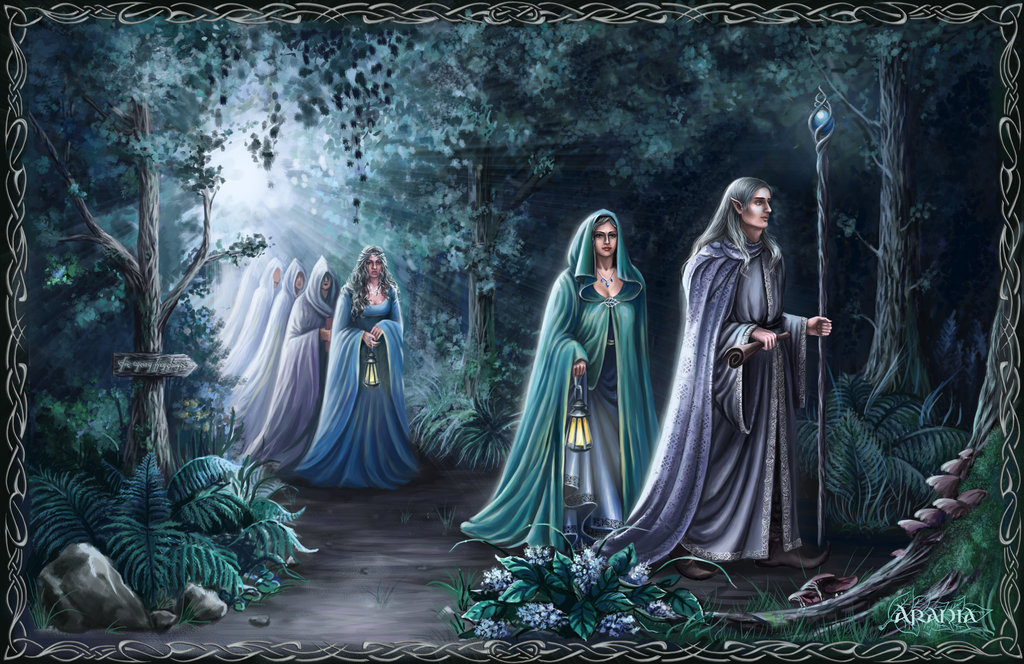
Ельфи покидають Середзем'я

Перша Епоха була Епохою Ельфів. У Другій Епосі їхня культура стала в'янути. Третя Епоха стала часом занепаду ельдарів. Багато з них, особливо нольдори, переселилися до Валінору.
Зрештою, в Середзем'ї з ельфів залишились одиниці, що, перетворившись на примар, жили в лісових гущавинах.

## Культура
Ельфи є висококультурним і доброзичливим народом з дуже розвиненими мистецтвами, такими як музика, поезія і література. Ельфам властиво ставити себе в центр основних подій — у переказах ельфів навіть люди згадуються мимохідь, а про гобітів і зовсім нічого немає.
Крім того, у них розвинене кораблебудування, металургія, ювелірна справа і зброярство, кулінарія (нічого рівного ельфійському похідному хлібу лембасу інші раси створити не змогли) і ткацтво.
Подружні зради відсутні, шлюб зазвичай укладається один раз в житті (виняток — батько Феанора Фінве, який після смерті першої дружини одружився вдруге). Однією з основних особливостей ельфів є те, що діти в шлюбі у них можуть народжуватися лише за обопільною згодою подружжя і тільки в спокійний час, коли ні мати, ні батько не турбуються про подальшу долю дитини. Через це чисельність ельфів зростає вкрай повільно, а в епохи воєн і лих катастрофічно падає. Ельфи не безсмертні в прямому розумінні — тривалість їх життя дорівнює тривалості життя Арди, і коли не стане її, не стане і їх, до того ж вони не захищені від насильницької смерти. Оскільки це дуже довго, за людськими мірками ельфи безсмертні. На додаток до безсмертя, ельфи можуть виживати після ран, які, як правило, вбивають людей.

## Культурний вплив

### Україна
Під час Російсько-української війни «ельфами» українці стали називати українські війська. Сенс цієї назви: «Ті, хто протистоять оркам». «Орками» українці стали називати російські війська. Сенс цієї назви: «Жителі Мордору». «Мордором» у свою чергу називають Росію. Це пов'язано з фанатською теорією Толкієністів, що буцімто-то прототипами держав Толкіна, який жив у період Холодної Війни, є тодішнє протистояння Західного (Англосаксонського) Світу (який у творах Толкіна представляють «Люди Заходу» на чолі з Арагорном) та Соціалістичного (Російського) Світу (який у творах Толкіна уособлює Мордор). Фанатська теорія стала дуже популярна у Світі, особливо на пострадянському просторі (зокрема і в Україні), де поширювалася серед толкієністів, негативно налаштований до Росії та Комуністично-Соціалістичної Ідеології. Під час Російсько-української війни теорія стала дуже популярною і поширеною в Україні.